# 1. Fußball-Club Kaiserslautern 1978-1979
Questa voce raccoglie le informazioni riguardanti il 1. Fußball-Club Kaiserslautern nelle competizioni ufficiali della stagione 1978-1979.

## Stagione
Nella stagione 1978-1979 il Kaiserslautern, allenato da Karlheinz Feldkamp, concluse il campionato di Bundesliga al 3º posto. In Coppa di Germania il Kaiserslautern fu eliminato al terzo turno dal Südwest Ludwigshafen.

## Rosa
| N. |                     | Ruolo | Calciatore          |
| -- | ------------------- | ----- | ------------------- |
|    | Svezia (bandiera)   | P     | Ronnie Hellström    |
|    | Germania (bandiera) | P     | Josef Stabel        |
|    | Germania (bandiera) | D     | Hans-Peter Briegel  |
|    | Germania (bandiera) | D     | Jürgen Groh         |
|    | Germania (bandiera) | D     | Reinhard Meier      |
|    | Germania (bandiera) | D     | Günter Menges       |
|    | Germania (bandiera) | D     | Hans-Günter Neues   |
|    | Germania (bandiera) | D     | Michael Schuhmacher |
|    | Germania (bandiera) | D     | Peter Schwarz       |
|    | Germania (bandiera) | D     | Wolfgang Wolf       |

| N. |                     | Ruolo | Calciatore       |
| -- | ------------------- | ----- | ---------------- |
|    | Germania (bandiera) | C     | Hans Bongartz    |
|    | Germania (bandiera) | C     | Uwe Mackensen    |
|    | Germania (bandiera) | C     | Werner Melzer    |
|    | Germania (bandiera) | C     | Josef Pirrung    |
|    | Germania (bandiera) | C     | Johannes Riedl   |
|    | Germania (bandiera) | A     | Bernd Dobiasch   |
|    | Germania (bandiera) | A     | Reiner Geye      |
|    | Germania (bandiera) | A     | Klaus Toppmöller |
|    | Svezia (bandiera)   | A     | Benny Wendt      |

## Organigramma societario
Area tecnica
- Allenatore: Karlheinz Feldkamp
- Allenatore in seconda:
- Preparatore dei portieri:
- Preparatori atletici:

## Calciomercato

### Sessione estiva
| Acquisti | Acquisti            | Acquisti          | Acquisti |
| R.       | Nome                | da                | Modalità |
| -------- | ------------------- | ----------------- | -------- |
| C        | Hans Bongartz       | Schalke 04        |          |
| A        | Bernd Dobiasch      | Weinheim          |          |
| D        | Michael Schuhmacher | Ludwigshafener SC |          |

| Cessioni | Cessioni       | Cessioni          | Cessioni |
| R.       | Nome           | a                 | Modalità |
| -------- | -------------- | ----------------- | -------- |
| C        | Heinz Stickel  | San Diego Sockers |          |
| C        | Heinz Wilhelmi | Wormatia Worms    |          |

### Sessione invernale
| Acquisti | Acquisti | Acquisti | Acquisti |
| R.       | Nome     | da       | Modalità |
| -------- | -------- | -------- | -------- |

| Cessioni | Cessioni | Cessioni | Cessioni |
| R.       | Nome     | a        | Modalità |
| -------- | -------- | -------- | -------- |

## Risultati

### Bundesliga

#### Girone di andata
| Arbitro: | Kindervater |

|                                                       |           |              |
| Wendt 20’ Briegel 29’ Toppmöller 31’, 68’ Schwarz 41’ | Marcatori | 53’ Ohlicher |

| Arbitro: | Roth |

|  |           |                                              |
|  | Marcatori | 70’ (aut.) Kliemann 79’ Toppmöller 88’ Neues |

| Arbitro: | Aldinger |

|                |           |             |
| Toppmöller 75’ | Marcatori | 1’ Cullmann |

| Arbitro: | Burgers |

|                          |           |                       |
| Eigl 45’ Kalb 80’ (rig.) | Marcatori | 62’ Pirrung 72’ Riedl |

| Braunschweig 9 settembre 1978, ore 15:30 CEST 5ª giornata | Eintracht Braunschweig | 0 – 0 referto | Kaiserslautern | Stadion an der Hamburger Straße (21 500 spett.)\| Arbitro: \| Hennig \| |
| Arbitro:                                                  | Hennig                 |               |                |                                                                         |

| Arbitro: | Ahlenfelder |

|                                      |           |  |
| Pirrung 31’ Toppmöller 83’ Wendt 87’ | Marcatori |  |

| Arbitro: | Messmer |

|                       |           |                           |
| Allofs 14’ Bommer 71’ | Marcatori | 10’ Geye 76’ (aut.) Weikl |

| Arbitro: | Schmoock |

|                          |           |              |
| Toppmöller 11’ Wendt 88’ | Marcatori | 30’ Hrubesch |

| Arbitro: | Horstmann |

|                    |           |                                         |
| Held 11’ Geyer 76’ | Marcatori | 6’ (rig.) Bongartz 66’ Wendt 71’ Melzer |

| Arbitro: | Ross |

|                         |           |           |
| Melzer 75’ Dobiasch 90’ | Marcatori | 52’ Weber |

| Arbitro: | Klauser |

|             |           |          |
| Fischer 14’ | Marcatori | 77’ Geye |

| Arbitro: | Waltert |

|                          |           |              |
| Meier 26’ Toppmöller 32’ | Marcatori | 15’ Borchers |

| Arbitro: | Walz |

|  |           |          |
|  | Marcatori | 74’ Geye |

| Arbitro: | Stäglich |

|                     |           |            |
| Toppmöller 30’, 41’ | Marcatori | 84’ Müller |

| Arbitro: | Joos |

|                                                   |           |          |
| Simonsen 4’, 28’ Del'Haye 54’ Kulik 67’ Bruns 90’ | Marcatori | 37’ Geye |

| Arbitro: | Eschweiler |

|                                             |           |  |
| Toppmöller 19’ Geye 60’ Melzer 67’ Groh 76’ | Marcatori |  |

| Arbitro: | Brückner |

|                       |           |                       |
| Tenhagen 80’ Bast 90’ | Marcatori | 63’ Wolf 75’ Dobiasch |

#### Girone di ritorno
| Arbitro: | Risse |

|                                    |           |  |
| Förster 42’ Hoeneß 45’ Volkert 63’ | Marcatori |  |

| Arbitro: | Joos |

|                                      |           |  |
| Toppmöller 39’ Meier 60’ Pirrung 89’ | Marcatori |  |

| Arbitro: | Redelfs |

|                          |           |                          |
| Müller 7’ Littbarski 47’ | Marcatori | 63’ Meier 70’ Toppmöller |

| Arbitro: | Barnick |

|                |           |  |
| Riedl 24’, 72’ | Marcatori |  |

| Arbitro: | Assenmacher |

|                           |           |            |
| Briegel 7’ Toppmöller 26’ | Marcatori | 16’ Nickel |

| Norimberga 17 marzo 1979, ore 15:30 CET 23ª giornata | Norimberga  | 0 – 0 referto | Kaiserslautern | Städtisches Stadion (48 000 spett.)\| Arbitro: \| Kindervater \| |
| Arbitro:                                             | Kindervater |               |                |                                                                  |

| Arbitro: | Gabor |

|                                   |           |  |
| Briegel 15’ Meier 51’, 56’ (rig.) | Marcatori |  |

| Arbitro: | Eschweiler |

|                                  |           |  |
| Hidien 17’ Magath 42’ Keegan 60’ | Marcatori |  |

| Arbitro: | Dreher |

|                           |           |                 |
| Wendt 1’, 13’ Bongartz 8’ | Marcatori | 56’ Burgsmüller |

| Arbitro: | Klauser |

|                    |           |          |
| Worm 22’, 38’, 72’ | Marcatori | 5’ Wendt |

| Arbitro: | Roth |

|                     |           |                           |
| Toppmöller 83’, 84’ | Marcatori | 14’ Abramczik 62’ Fischer |

| Arbitro: | Ahlenfelder |

|                           |           |                          |
| Grabowski 28’ Elsener 80’ | Marcatori | 15’ Toppmöller 20’ Riedl |

| Arbitro: | Dölfel |

|                                      |           |                                |
| Riedl 80’ Toppmöller 82’ Briegel 83’ | Marcatori | 81’ Ohlsson 90’ (rig.) Peitsch |

| Arbitro: | Stäglich |

|                |           |  |
| Rummenigge 42’ | Marcatori |  |

| Arbitro: | Messmer |

|              |           |                             |
| Bongartz 77’ | Marcatori | 23’ Simonsen 73’, 83’ Kulik |

| Arbitro: | Waltert |

|                                           |           |           |
| Konschal 8’ Röber 18’ (rig.) Möhlmann 22’ | Marcatori | 69’ Meier |

| Arbitro: | Niemann |

|             |           |          |
| Schwarz 84’ | Marcatori | 62’ Abel |

### Coppa di Germania
| Arbitro: | Therre |

|                                                                          |           |  |
| Wendt 21’, 28’ Riedl 58’ Toppmöller 75’ Bongartz 84’ Geye 88’ Melzer 90’ | Marcatori |  |

| Arbitro: | Binninger |

|  |           |              |
|  | Marcatori | 57’ Bongartz |

| Arbitro: | Schütte |

|                      |           |            |
| Becker 1’ Kiefer 78’ | Marcatori | 70’ Melzer |

## Statistiche

### Statistiche di squadra
| Competizione      | Punti | In casa | In casa | In casa | In casa | In casa | In casa | In trasferta | In trasferta | In trasferta | In trasferta | In trasferta | In trasferta | Totale | Totale | Totale | Totale | Totale | Totale | DR  |
| Competizione      | Punti | G       | V       | N       | P       | Gf      | Gs      | G            | V            | N            | P            | Gf           | Gs           | G      | V      | N      | P      | Gf     | Gs     | DR  |
| ----------------- | ----- | ------- | ------- | ------- | ------- | ------- | ------- | ------------ | ------------ | ------------ | ------------ | ------------ | ------------ | ------ | ------ | ------ | ------ | ------ | ------ | --- |
| Bundesliga        | 43    | 17      | 13      | 3       | 1       | 41      | 16      | 17           | 3            | 8            | 6            | 21           | 31           | 34     | 16     | 11     | 7      | 62     | 47     | +15 |
| Coppa di Germania | -     | 1       | 1       | 0       | 0       | 7       | 0       | 2            | 1            | 0            | 1            | 2            | 2            | 3      | 2      | 0      | 1      | 9      | 2      | +7  |
| Totale            | 43    | 18      | 14      | 3       | 1       | 48      | 16      | 19           | 4            | 8            | 7            | 23           | 33           | 37     | 18     | 11     | 8      | 71     | 49     | +22 |

### Andamento in campionato
| Giornata  | 1 | 2 | 3 | 4 | 5 | 6 | 7 | 8 | 9 | 10 | 11 | 12 | 13 | 14 | 15 | 16 | 17 | 18 | 19 | 20 | 21 | 22 | 23 | 24 | 25 | 26 | 27 | 28 | 29 | 30 | 31 | 32 | 33 | 34 |
| --------- | - | - | - | - | - | - | - | - | - | -- | -- | -- | -- | -- | -- | -- | -- | -- | -- | -- | -- | -- | -- | -- | -- | -- | -- | -- | -- | -- | -- | -- | -- | -- |
| Luogo     | C | T | C | T | T | C | T | C | T | C  | T  | C  | T  | C  | T  | C  | T  | T  | C  | T  | C  | C  | T  | C  | T  | C  | T  | C  | T  | C  | T  | C  | T  | C  |
| Risultato | V | V | N | N | N | V | N | V | V | V  | N  | V  | V  | V  | P  | V  | N  | P  | V  | N  | V  | V  | N  | V  | P  | V  | P  | N  | N  | V  | P  | P  | P  | N  |
| Posizione | 1 | 1 | 1 | 1 | 1 | 1 | 2 | 1 | 1 | 1  | 1  | 1  | 1  | 1  | 1  | 1  | 1  | 2  | 1  | 1  | 1  | 1  | 1  | 1  | 1  | 1  | 2  | 3  | 3  | 3  | 3  | 3  | 3  | 3  |

Legenda:

Luogo: C = Casa; T = Trasferta. Risultato: V = Vittoria; N = Pareggio; P = Sconfitta.

### Statistiche dei giocatori
| Giocatore      | Bundesliga | Bundesliga | Bundesliga  | Bundesliga | Coppa di Germania | Coppa di Germania | Coppa di Germania | Coppa di Germania | Totale   | Totale | Totale      | Totale     |
| Giocatore      | Presenze   | Reti       | Ammonizioni | Espulsioni | Presenze          | Reti              | Ammonizioni       | Espulsioni        | Presenze | Reti   | Ammonizioni | Espulsioni |
| -------------- | ---------- | ---------- | ----------- | ---------- | ----------------- | ----------------- | ----------------- | ----------------- | -------- | ------ | ----------- | ---------- |
| H. Bongartz    | 32         | 3          | 2           | 0          | 3                 | 2                 | 0                 | 0                 | 35       | 5      | 2           | 0          |
| H. Briegel     | 31         | 4          | 4           | 0          | 3                 | 0                 | 0                 | 1                 | 34       | 4      | 4           | 1          |
| B. Dobiasch    | 9          | 2          | 0           | 0          | 1                 | 0                 | 0                 | 0                 | 10       | 2      | 0           | 0          |
| R. Geye        | 32         | 5          | 5           | 0          | 3                 | 1                 | 1                 | 0                 | 35       | 6      | 6           | 0          |
| J. Groh        | 28         | 1          | 1           | 0          | 2                 | 0                 | 0                 | 0                 | 30       | 1      | 1           | 0          |
| R. Hellström   | 33         | 0          | 0           | 0          | 3                 | 0                 | 0                 | 0                 | 36       | 0      | 0           | 0          |
| U. Mackensen   | 2          | 0          | 0           | 0          | 0                 | 0                 | 0                 | 0                 | 2        | 0      | 0           | 0          |
| R. Meier       | 28         | 6          | 3           | 0          | 0                 | 0                 | 0                 | 0                 | 28       | 6      | 3           | 0          |
| W. Melzer      | 32         | 3          | 4           | 0          | 3                 | 2                 | 0                 | 0                 | 35       | 5      | 4           | 0          |
| G. Menges      | 1          | 0          | 0           | 0          | 0                 | 0                 | 0                 | 0                 | 1        | 0      | 0           | 0          |
| H. Neues       | 31         | 1          | 9           | 1          | 3                 | 0                 | 2                 | 0                 | 34       | 1      | 11          | 1          |
| J. Pirrung     | 21         | 3          | 1           | 0          | 1                 | 0                 | 0                 | 0                 | 22       | 3      | 1           | 0          |
| J. Riedl       | 32         | 5          | 4           | 0          | 2                 | 1                 | 0                 | 0                 | 34       | 6      | 4           | 0          |
| M. Schuhmacher | 11         | 0          | 0           | 0          | 1                 | 0                 | 0                 | 0                 | 12       | 0      | 0           | 0          |
| P. Schwarz     | 26         | 2          | 0           | 0          | 3                 | 0                 | 1                 | 0                 | 29       | 2      | 1           | 0          |
| J. Stabel      | 1          | 0          | 0           | 0          | 0                 | 0                 | 0                 | 0                 | 1        | 0      | 0           | 0          |
| K. Toppmöller  | 30         | 17         | 3           | 1          | 3                 | 1                 | 0                 | 0                 | 33       | 18     | 3           | 1          |
| B. Wendt       | 28         | 7          | 3           | 0          | 3                 | 2                 | 0                 | 0                 | 31       | 9      | 3           | 0          |
| W. Wolf        | 15         | 1          | 0           | 0          | 2                 | 0                 | 0                 | 0                 | 17       | 1      | 0           | 0          |